# Palau de Santoña
El palau de Santoña o palau dels ducs de Santoña (antigament palau de Goyeneche) és un palau urbà que es troba a la cantonada dels carrers Huertas i Príncipe, a la ciutat de Madrid. Es tracta d'una construcció del segle xvi, reformada posteriorment al segle xviii per l'arquitecte Pedro de Ribera, i al segle xix per Antonio Ruiz de Salces.

## Història
Al segle xvi ja existia un palau a la parcel·la, segons l'arquitecte Mariano Carderera y Ponzán, i el 1576 era propietat dels marquesos de Fresneda i vescomtes del Fresno.
El 1593 adquireix certa rellevància, pel fet que va servir de residència durant algun temps al príncep del Marroc Muley Xeque, conegut com el Príncep Negre i que després de batejat es va anomenar Felip d'Àfrica.
Els plànols de Witt (1635) i Texeira (1656) inclouen el palau.

### Palau de Goyeneche
El 1731 l'antic casalot va ser adquirit pel polític i banquer Juan Francisco de Goyeneche, Marquès d'Ugena. Aquest terratinent navarrès havia acumulat una gran fortuna com a banquer de Felip V i Isabel Farnese en les primeres dècades del segle xviii.
L'arquitecte de confiança de Goyeneche era José Benito Xoriguera, però després de la seva mort el 1725, per a la reforma del palau recent adquirit, es va veure forçat a buscar un nou arquitecte. Va resultar triat Pedro de Ribera, continuador de l'estil xorigueresc. Obra seva va ser la portada del carrer Huertas, llaurada en granit, exemple genuí de l'estil de Ribera.
Mort el 1744 el marquès d'Ugena, la seva vídua Maria de la Cruz Acedo va continuar residint al palau fins a la seva mort.
El 1800 el palau va ser llogat pels successors de Goyeneche a la Contaduría del Pósito Real, seguint el costum familiar de rendibilitzar les seves construccions.
Després de la Guerra del Francès va tornar a ser habitada pels comtes de Saceda, pertanyents a la poderosa família dels Goyeneche, fins a l'any 1874. Aquest any és adquirit per don Juan Manuel de Manzanedo, Marquès de Manzanedo i Duc de Santoña, de qui pren el seu nom actual.

### Palau de Santoña
Sota la magnificència dels ducs de Santoña, el palau adquireix la categoria dels més representatius palaus del segle xix. A Juan Manuel de Manzanedo es deu la reforma més important només adquirir-lo el 1874, encomanada a l'arquitecte Antonio Ruiz de Salces, qui va copiar la portada principal a la façana del carrer Príncep.
El 19 d'agost del 1882 mor Juan Manuel de Manzanedo. Poc abans de la seva mort arriba la seva filla des de Cuba per, després de morir, denunciar la seva madrastra per l'herència del seu pare. Després de deu anys de plets, en què la duquessa vídua es va veure traïda pels seus advocats i administradors, el judici va acabar amb sentència a favor de la filla. L'any 1893 arruïnada a conseqüència del llarg procés, i per embargament judicial, la duquessa de Santoña ha d'abandonar el palau.
La propietat va passar llavors a José Canalejas, polític del Partit Liberal i president del Govern, qui el va habitar fins al dia del seu assassinat, el 12 de novembre de 1912. La seva vídua va continuar ocupant el palau fins a la seva mort, moment en què va passar a un dels seus nebots, que al seu torn va vendre la propietat el 6 de juny de 1933 a la Cambra de Comerç i Indústria de Madrid, la seva actual propietària i de la qual va ser seu fins a l'any 2003.

## Descripció
L'aspecte exterior de l'edifici mostra les traces típiques dels palaus madrilenys del segle xviii. Composicions simètriques amb perspectiva horitzontal, combinant maó amb pedra picada, sobretot a la portada principal, obrada en granit i amb els elements decoratius habituals fins aleshores a la fusta dels retaules, que Ribera es va especialitzar a aplicar a portades palatines.
Quan al segle xix els ducs de Santoña van adquirir el palau el van adaptar als gustos de l'època, decoració exòtica amb influències orientals, que s'ha conservat fins a l'actualitat. A les parets de les seves estances hi ha pintures al·lusives al comerç i a la indústria, barrejades amb altres relacionades amb les Belles Arts.
Diversos salons del palau són dignes de nomenar pel seu valor artístic:
- Saló de Festes: aquesta sala inclou diversos quadres atribuïts a Francesc Sans i Cabot, que representen l'origen del títol de Santoña i una al·legoria de les quatre estacions.
- Saló Pompeià: rep el nom de l'estil en ell està decorat. Les pintures del sostre i dels medallons, la temàtica dels quals inclou al·legories de les arts plàstiques i retrats d'artistes renaixentistes, van ser obra de Manuel Domínguez.
- La Rotonda: destaca el contrast de colors dels marbres, així com les pintures que la decoren, atribuïdes a Plàcid Francés i Pascual.